# Ситниково (Владимирская область)
Ситниково — деревня в Петушинском районе Владимирской области России, входит в состав Пекшинского сельского поселения.

## География
Деревня расположена в 9 км на северо-запад от центра поселения деревни Пекша, в 21 км на северо-восток от райцентра города Петушки.

## История
В XIX — начале XX века входила в состав Липенской волость Покровского уезда Владимирской губернии, с 1921 года — в составе Орехово-Зуевского уезда Московской губернии. В 1859 году в деревне числилось 14 дворов, в 1905 году — 20 дворов, в 1926 году — 33 двора.
С 1929 года деревня являлась центром Ситниковского сельсовета Петушинского района Московской области, с 1939 года — в составе Липенского сельсовета, с 1944 года — в составе Владимирской области, с 2005 года — в составе Пекшинского сельского поселения.

## Население
| 1859 | 1905 | 1926 | 2002 | 2010 | 2021 |
| ---- | ---- | ---- | ---- | ---- | ---- |
| 93   | ↗103 | ↗161 | ↘0   | ↗7   | ↗11  |